# Gian lận ngân hàng
Gian lận ngân hàng là việc sử dụng các phương tiện có khả năng bất hợp pháp để có được tiền, tài sản hoặc của cải khác được sở hữu hoặc nắm giữ bởi một tổ chức tài chính, hoặc để có được tiền từ người gửi tiền bằng cách giả bộ một cách gian lận như là một ngân hàng hoặc tổ chức tài chính khác. Trong nhiều trường hợp, gian lận ngân hàng là một tội phạm hình sự. Trong khi các yếu tố cụ thể của một đạo luật gian lận ngân hàng nào đó là khác nhau giữa các chế định pháp lý, thuật ngữ gian lận ngân hàng áp dụng đối với các hành động có sử dụng một mưu đồ hoặc thủ đoạn, trái với cướp hoặc trộm cắp ngân hàng. Vì lý do này, gian lận ngân hàng đôi khi được coi là tội phạm cổ cồn trắng.

## Mạo danh ngân hàng
Những kẻ gian lận có thể thành lập các công ty hoặc tạo ra các trang web có tên nghe giống như của các ngân hàng hiện có, hoặc chiếm lấy các tên tuổi nổi tiếng để nghe có vẻ đáng tin cậy, sau đó bỏ trốn với các khoản tiền gửi này.

## Cơ chế gian lận ngân hàng đối với các ngân hàng

### Séc bị lấy trộm

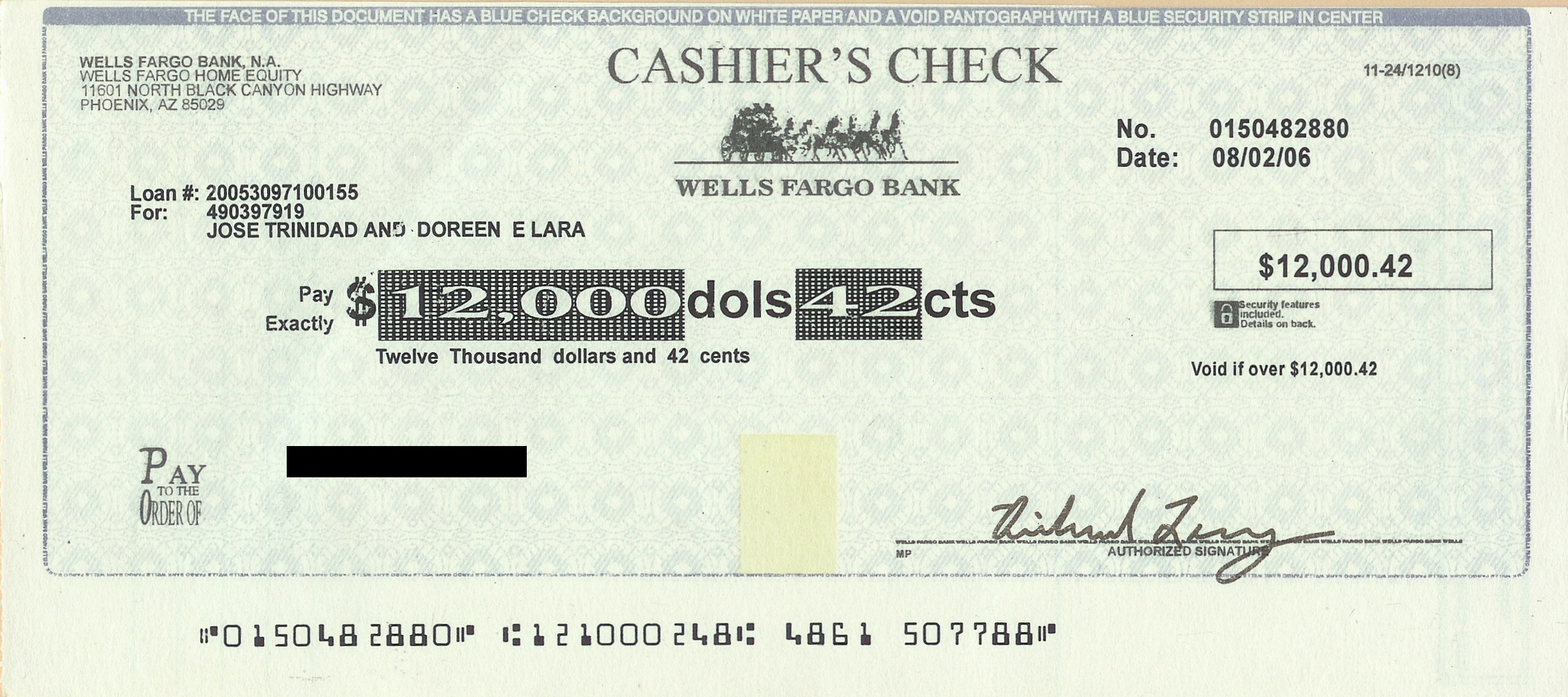
Bản quét của một séc rút tiền được làm giả để trông có vẻ như được phát hành bởi Wells Fargo Bank.

Những kẻ gian lận có thể tìm kiếm vệc tiếp cận vào các tiện ích như phòng xử lý thư tín, bưu điện, văn phòng cơ quan thuế, bảng lương công ty hoặc văn phòng phúc lợixã hội hay cựu chiến binh, trong đó xử lý một lượng lớn séc. Những kẻ lừa đảo sau đó có thể mở các tài khoản ngân hàng dưới tên giả và ký quỹ séc, trước tiên chúng có thể sửa đổi để xem là hợp pháp, sao cho sau đó chúng có thể rút các khoản tiền không được phép.
Ngoài ra, những kẻ làm giả kiếm được sự tiếp cận trái phép các sổ séc trắng, và giả mạo chữ ký có vẻ hợp pháp trên các tờ séc, cũng để nhằm vào việc đạt được sự tiếp cận bất hợp pháp vào các khoản tiền không được phép.

### Ghi séc quá số dư
Ghi séc quá số dư khai thác một hệ thống trong đó, khi séc được ký quỹ vào một tài khoản ngân hàng, tiền sẽ được cung cấp ngay lập tức ngay cả khi nó không được lấy ra từ tài khoản trên đó séc được rút cho đến khi séc thực sự được thanh toán.

### Giả mạo và sửa đổi séc
Những kẻ gian lận đã sửa đổi séc để đổi tên (để ký quỹ séc dành cho thanh toán cho người khác) hoặc số tiền trên mặt séc, sửa đổi đơn giản có thể thay đổi 100,00 USD thành 100.000,00 USD, mặc dù các giao dịch giá trị này có thể bị điều tra theo quy chế như là một biện pháp phòng ngừa ngăn chặn gian lận.
Thay vì giả mạo với một séc thật, những kẻ lừa đảo có thể cố gắng cách khác để giả mạo chữ ký của người gửi tiền trên séc trắng hoặc thậm chí in séc riêng của chúng để rút tiền từ các tài khoản thuộc sở hữu của người khác hay các tài khoản không tồn tại v.v. Sau đó chúng sẽ rút tiền mặt từ séc gian lận thông qua một ngân hàng khác và rút tiền trước khi ngân hàng nhận ra rằng séc là gian lận.

### Gian lận kế toán
Để che giấu các vấn đề tài chính nghiêm trọng, một số doanh nghiệp đã từng sử dụng gian lận sổ sách kế toán để phóng đại doanh thu và thu nhập, thổi phồng giá trị tài sản của công ty hoặc báo lợi nhuận khi công ty đang làm ăn thua lỗ. Những hồ sơ giả mạo này sau đó được sử dụng để tìm kiếm đầu tư vào trái phiếu của công ty hoặc các phát hành chứng khoán hoặc để thực hiện các đơn xin cho vay lừa đảo trong một nỗ lực cuối cùng để có nhiều tiền hơn nhằm trì hoãn sự sụp đổ không thể tránh khỏi của công ty không có lợi nhuận hoặc quản lý yếu kém. Ví dụ về các hành vi gian lận kế toán: Enron và WorldCom. Hai công ty này "xào sáo sổ sách" để làm ra vẻ như họ đã có lợi nhuận mỗi quý trong khi thực tế họ đã ngập sâu trong nợ nần.

#### Tiền gửi không có bảo hiểm
Một ngân hàng mồi chài công chúng gửi tiền có thể là không có bảo hiểm hoặc không được phép hoạt động. Mục tiêu thường là để thu hút tiền gửi cho "ngân hàng" không có bảo hiểm này, mặc dù một số cũng có thể bán cổ phiếu đại diện quyền sở hữu của "ngân hàng". Đôi khi những cái tên này xuất hiện rất chính thức hoặc rất giống như của các ngân hàng hợp pháp. Ví dụ, "Chase Trust Bank" của Washington DC không có giấy phép đã xuất hiện vào năm 2002, không có quan hệ gì với tổ chức trùng tên bề ngoài của nó là Ngân hàng Chase Manhattan thật có trụ sở tại New York.
Gian lận kế toán cũng đã được sử dụng để che giấu hành vi trộm cắp khác diễn ra trong một công ty.

#### Gian lận hối phiếu theo yêu cầu
Gian lận hối phiếu theo yêu cầu (DD) thường liên quan đến một hoặc nhiều nhân viên ngân hàng tham nhũng. Thứ nhất, các nhân viên như vậy lấy ra một vài tờ DD hoặc cuốn DD khỏi kho và viết chúng như một DD thông thường. Vì họ là người trong cuộc, họ biết cách mã hóa, dập dấu của một hối phiếu theo yêu cầu. Các hối phiếu theo yêu cầu gian lận như vậy thường được rút khoản phải trả tại một thành phố xa xôi mà không ghi nợ một tài khoản. Hối phiếu được trả tiền mặt tại chi nhánh khoản phải trả. Gian lận chỉ được phát hiện khi trụ sở chính của ngân hàng làm đối chiếu liên chi nhánh, thường mất sáu tháng, vào thời điểm này thì tiền là không thể thu hồi được.

### Thương nhân gian xảo
Một thương nhân gian xảo là một người trong cuộc có vị trí cao trên danh nghĩa được phép đầu tư các khoản tiền khá lớn thay mặt cho ngân hàng; thương nhân này đã bí mật sử dụng tiền của ngân hàng vào các khoản đầu tư ngày càng tăng lên và rủi ro hơn, khi một trong những khoản đầu tư xấu đi, thương nhân gian xảo này dính vào đầu cơ thị trường xa hơn nữa với hy vọng lợi nhuận nhanh chóng có thể che giấu hoặc bù lỗ.
Thật không may, khi một tổn thất đầu tư được xếp chồng lên một tổn thất khác, các chi phí đối với ngân hàng có thể đạt đến hàng trăm triệu đô la; thậm chí đã có những trường hợp trong đó một ngân hàng đóng cửa kinh doanh do thua lỗ đầu tư thị trường.
Một số gian lận ngân hàng lớn nhất đã từng bị phát hiện được gây ra bởi các thương nhân tiền tệ John Rusnak và Nick Leeson. Jérôme Kerviel, bị cáo buộc lừa đảo Société Générale 4,9 tỷ euro (7,1 tỷ USD), khi giao dịch các phái sinh cổ phiếu.

### Các khoản vay gian lận
Một cách để rút tiền từ ngân hàng là đi vay, một thực tế các ngân hàng sẽ rất sẵn lòng khuyến khích nếu họ biết rằng tiền sẽ được hoàn trả đầy đủ với tiền lãi. Tuy nhiên, một khoản vay gian lận là một khoản vay trong đó người đi vay là một thực thể kinh doanh được kiểm soát bởi một nhân viên ngân hàng không trung thực hoặc đồng lõa; "người vay" sau đó tuyên bố phá sản hoặc biến mất và tiền đã ra đi. Khách hàng vay thậm chí có thể là một thực thể không tồn tại và cho vay chỉ là giả tạo để che giấu một hành vi trộm cắp một khoản tiền lớn từ ngân hàng. Điều này cũng có thể được xem như là một thành phần trong gian lận vay thế chấp (Bell, 2010).

### Các đơn xin vay gian lận
Những đơn này có một số hình thức khác nhau từ các cá nhân sử dụng thông tin sai lệch để che giấu một lịch sử tín dụng đầy các vấn đề tài chính và các khoản vay chưa thanh toán cho tới các công ty sử dụng gian lận kế toán thổi phồng lợi nhuận nhằm làm cho một khoản vay rủi ro có vẻ như là một khoản đầu tư có cơ sở chắc chắn đối với ngân hàng.

### Các tài liệu giả mạo hoặc gian lận
Các tài liệu giả mạo thường được sử dụng để che giấu các vụ trộm cắp khác; các ngân hàng có xu hướng đếm tiền của họ một cách tỉ mỉ đến mức từng đồng xu phải được tính đến. Một tài liệu tuyên bố rằng một khoản tiền được vay mượn như một khoản vay, được rút ra bởi một người gửi tiền cá nhân hoặc được chuyển nhượng hay được đầu tư do đó có thể có giá trị cho những người muốn che giấu chi tiết nhỏ rằng tiền của ngân hàng trên thực tế đã bị đánh cắp và bây giờ đã ra đi.

### Gian lận chuyển khoản
Các mạng chuyển khoản quốc tế như hệ thống chuyển tiền liên ngân hàng SWIFT là mục tiêu hấp dẫn vì một chuyển khoản, một khi được thực hiện, rất khó hoặc không thể đảo ngược. Vì các mạng này được sử dụng bởi các ngân hàng để thanh toán các tài khoản với nhau, chuyển khoản nhanh hoặc qua đêm một lượng tiền lớn là phổ biến; trong khi các ngân hàng đã đặt kiểm tra và cân đối tại chỗ, có rủi ro mà những người trong cuộc có thể cố gắng để sử dụng tài liệu gian lận hay giả mạo để yêu cầu tiền của một người gửi tiền của ngân hàng được chuyển đến một ngân hàng khác, thường là một tài khoản ở nước ngoài trong một đất nước xa xôi.
Có một nguy cơ gian lận rất cao khi giao dịch với các tổ chức không rõ hoặc không có bảo hiểm.
Nguy cơ lớn nhất khi giao dịch với các ngân hàng ở nước ngoài hoặc ngân hàng Internet (vì điều này cho phép lựa chọn các nước có quy định ngân hàng lỏng lẻo), nhưng không chỉ hạn chế đối với các tổ chức này. Có một danh sách hàng năm về các ngân hàng không có giấy phép trên website của Bộ Ngân khố Hoa Kỳ hiện tại dài tới 15 trang.

### Gian lận chiết khấu hóa đơn
Về cơ bản là một thủ đoạn trên cơ sở niềm tin, một kẻ gian lận toàn quyền sử dụng một công ty để gây dựng niềm tin với một ngân hàng, bằng cách làm ra vẻ như một khách hàng có thể đem lại lợi nhuận và chân thật. Để tạo ra ảo tưởng là một khách hàng được mong ước, công ty thường xuyên và liên tục sử dụng ngân hàng để có được thanh toán từ một hoặc nhiều khách hàng của nó. Các khoản thanh toán này luôn được thực hiện, do các khách hàng đang xét tới là một phần của sự gian lận, tích cực chi trả tất cả và bất kỳ hóa đơn nào đưa ra bởi ngân hàng. Sau một thời gian, khi ngân hàng hài lòng với công ty, công ty yêu cầu ngân hàng thanh toán số dư của nó cho công ty trước khi lập hóa đơn cho khách hàng. Một lần nữa, việc kinh doanh vẫn tiếp tục bình thường đối với công ty gian lận, các khách hàng lừa đảo của nó, và ngân hàng vô tình. Chỉ khi dư nợ giữa ngân hàng và công ty đủ lớn, công ty có thanh toán từ ngân hàng, và công ty và các khách hàng của nó biến mất, để lại các hóa đơn do ngân hàng phát hành mà không có ai thanh toán.

### Gian lận thẻ thanh toán
Gian lận thẻ tín dụng là phổ biến rộng rãi như một phương tiện để ăn cắp từ các ngân hàng, người bán và khách hàng.

#### Séc tăng cường
Một séc tăng cường là séc gian lận hay séc xấu được sử dụng để thực hiện thanh toán vào một tài khoản thẻ tín dụng để "bùng phát" hoặc làm tăng lượng tín dụng khả dụng trên một thẻ tín dụng theo cách khác là hợp pháp. Số tiền của séc được ghi có vào tài khoản thẻ bởi ngân hàng ngay sau khi khoản thanh toán được thực hiện, mặc dù séc vẫn chưa được thanh toán bù trừ. Trước khi séc xấu được phát hiện, thủ phạm đã đi mua sắm lu bù hoặc rút tiền mặt cho tới khi đạt tới giới hạn khả dụng mới được "nâng lên" trên thẻ. Séc ban đầu sau đó bị trả lại, nhưng khi đó thì đã quá muộn.

#### Thẻ thanh toánbị đánh cắp
Thông thường, dấu hiệu đầu tiên cho thấy ví của nạn nhân đã bị đánh cắp là một cuộc gọi điện thoại từ một công ty phát hành thẻ tín dụng hỏi có phải người này vừa chi tiêu mua sắm lu bù, hình thức đơn giản nhất của hành vi trộm cắp này liên quan đến việc ăn cắp chính các thẻ và ghi nợ một lượng lớn các món hàng giá trị cao chỉ trong vài phút hoặc vài giờ trước khi nó được thông báo là bị đánh cắp.
Một biến thể của việc này là chỉ sao chép các con số của thẻ tín dụng (thay vì thu hút sự chú ý bằng cách ăn cắp chính các thẻ) để sử dụng các con số này trong các gian lận trực tuyến.

#### Sao chép hoặc lướt thông tin thẻ
Gian lận này có một số hình thức khác nhau, từ các người bán sao chép các số thẻ tín dụng của khách hàng để sử dụng trong các hoạt động bất hợp pháp về sau hoặc bọn tội phạm sử dụng giấy than từ các máy in ấn thẻ cơ khí cũ để ăn cắp các thông tin, tới việc sử dụng hoặc các đầu đọc thẻ tín dụng và thẻ ghi nợ giả mạo để sao chép dải từ tính từ một thẻ thanh toán trong khi một máy ảnh ẩn giấu chụp những con số trên mặt sau của thẻ.
Một số kẻ gian lận đã gắn các đầu đọc sọc thẻ gian lận để truy cập công khai các máy ATM, truy cập trái phép vào các nội dung của dải từ tính, cũng như các máy ảnh ẩn để ghi lại bất hợp pháp mã ủy quyền của người sử dụng. Các dữ liệu được ghi lại bằng máy ảnh và đầu đọc sọc thẻ gian lận này sau đó được sử dụng để sản xuất thẻ trùng lặp mà sau đó có thể được sử dụng để rút tiền ATM từ tài khoản của nạn nhân.

### Tiền gửi phong bì ATM rỗng
Một thấu chi tội phạm có thể xảy ra do chủ tài khoản thực hiện một gửi tiền khống hoặc bóp méo giá trị tại một máy rút tiền tự động để có được nhiều tiền hơn hiện có trong tài khoản hoặc để ngăn chặn một séc bị trả lại vì không đủ tiền. Luật pháp ngân hàng Hoa Kỳ làm cho 100 USD đầu tiên khả dụng ngay lập tức và điều này có thể làm cho nhiều khoản tiền không thu được bị mất bởi các ngân hàng vào ngày làm việc hôm sau, trước khi dạng giả mạo này được phát hiện. Tội phạm này cũng có thể gây ra đối với tài khoản của người khác trong một "chiếm đoạt tài khoản" hoặc với một thẻ ATM giả, hoặc một tài khoản được mở trong tên của người khác như là một phần của một lừa đảo trộm cắp nhận dạng. Sự xuất hiện của công nghệ gửi tiền ATM quét tiền và séc mà không cần sử dụng một phong bì có thể ngăn chặn loại gian lận này trong tương lai.

### Mạo nhận danh tính
Mạo danh đã trở thành một vấn đề ngày càng tăng; lừa đảo hoạt động bằng cách thu thập thông tin về một cá nhân, sau đó sử dụng thông tin để xin cấp chứng minh thư, tài khoản và tín dụng dưới tên của người đó. Thường không cần nhiều hơn các thông tin như họ tên, tên cha mẹ, ngày và nơi sinh là đủ để có được một giấy khai sinh[cần dẫn nguồn]; mỗi tài liệu thu được sau đó được sử dụng như nhận dạng để có được nhiều giấy tờ tùy thân hơn. Các mã số định danh tiêu chuẩn chính phủ ban hành như "số an sinh xã hội" cũng có giá trị đối với kẻ gian lận.
Thông tin có thể được lấy từ người trong cuộc (như nhân viên ngân hàng hoặc nhân viên chính phủ không trung thực), những kẻ giả danh cung cấp việc làm hoặc đầu tư (trong đó nạn nhân được yêu cầu cho một danh sách dài các thông tin cá nhân) hoặc bằng cách gửi thư tín ngân hàng hay thông báo thuế giả mạo. Một số biểu mẫu thuế hư cấu làm ra vẻ như được gửi bởi các ngân hàng cho các khách hàng trong năm 2002 là:
- Mẫu đơn W-9095 đăng ký Tình trạng/Quyền sở hữu đối với thuế Khấu trừ
- Giấy chứng nhận W-8BEN về Tình trạng nước ngoài của chủ thụ hưởng cho Khấu trừ thuế Hoa Kỳ
- W-8888

Nguồn gốc thực tế của các biểu mẫu này không phải là của ngân hàng cũng chẳng phải là của ngành thuế - chúng được gửi bởi những tên trộm danh tính tiềm năng và W-8888 không tồn tại, W-9095 cũng hư cấu (W-9 thực yêu cầu thông tin ít hơn nhiều) và W-8BEN là có thật nhưng có thể đã bị giả mạo để thêm câu hỏi xâm nhập khác. Các biểu mẫu ban đầu mà trên đó những yếu tố giả đã dựa được dùng để thu thập thông tin về thuế thu nhập đối với thu nhập từ tiền gửi và đầu tư.
Trong một số trường hợp, một cặp tên/SIN (số bảo hiểm xã hội) là cần thiết để mạo danh một công dân trong khi làm việc như một người nhập cư bất hợp pháp nhưng thường là kẻ trộm danh tính đang sử dụng các giấy tờ tùy thân không có thật trong phạm tội khác hoặc thậm chí để trốn truy tố cho tội phạm quá khứ. Việc sử dụng một danh tính bị đánh cắp cho gian lận khác như tiếp cận với các tài khoản ngân hàng, thẻ tín dụng, các khoản vay và phúc lợi xã hội hoặc yêu cầu hoàn thuế gian lận không phải là hiếm.
Không ngạc nhiên, các thủ phạm của gian lận như vậy từng được biết là rút các khoản vay và biến mất cùng với tiền mặt, có khá nhiều nội dung để xem những người sai đổ lỗi khi các khoản nợ xấu đi hoặc bị cảnh sát gọi lên.
Một số công ty đã tham gia vào sự mở rộng quá mức, sử dụng tiền vay để tài trợ chi phí cho các sáp nhập và mua lại và các tài sản phóng đại, bán hàng hoặc thu nhập rồi để không trả được nợ ngay sau khi vấn đề trở thành nghiêm trọng quá mức về tài chính.

### Gian lận ngân hàng đầu não
Hoạt động "ngân hàng đầu não" tuyên bố cung cấp một cơ hội cấp bách, độc nhất để rút tiền mặt trong sự bí mật tốt nhất trong ngành ngân hàng, tiền gửi được bảo lãnh trong các "ngân hàng đầu não", "ngân hàng hiến pháp", "giấy bạc ngân hàng và các giấy nợ ngân hàng phát hành từ 500 ngân hàng hàng đầu thế giới", "bảo lãnh ngân hàng và thư tín dụng dự phòng" tạo ra lợi nhuận ngoạn mục không rủi ro và "được chứng thực của Ngân hàng Thế giới" hay các chính phủ quốc gia và các ngân hàng trung ương khác nhau. Tuy nhiên, những cụm từ nghe có vẻ chính thức này và nhiều hơn nữa là những dấu hiệu của cái gọi là gian lận "ngân hàng đầu não"; chúng có thể nghe tuyệt vời trên giấy, nhưng các đầu tư ra nước ngoài được đảm bảo với những tuyên bố mơ hồ về hoàn vốn một cách dễ dàng 100% hàng tháng đều là các công cụ tài chính hư cấu nhằm mục đích lừa gạt các cá nhân.

### 'Thanh tra ngân hàng' hư cấu
Đây là một lừa đảo cũ với một số biến thể, ý đồ ban đầu liên quan đến việc tự xưng là thanh tra ngân hàng, tuyên bố rằng ngân hàng nghi ngờ rằng một trong những nhân viên của mình là ăn cắp tiền và rằng để giúp bắt được thủ phạm "thanh tra ngân hàng" cần người gửi tiền rút tất cả tiền của họ. Tại thời điểm này, nạn nhân sẽ có thể mang theo một lượng lớn tiền mặt và có thể là mục tiêu cho hành vi trộm cắp các khoản tiền này.
Các biến thể khác bao gồm tự xưng là một đối tác kinh doanh tiềm năng với "cơ hội của đời người", sau đó yêu cầu tiếp cận với tiền mặt "để chứng minh rằng bạn tin tưởng tôi" hoặc thậm chí tự xưng là một người nhập cư mới, mang theo toàn bộ tiền của họ bằng tiền mặt vì sợ rằng các ngân hàng sẽ ăn cắp của họ - nếu nói với người khác rằng họ giữ tiền của họ trong ngân hàng nhưng sau đó yêu cầu người gửi tiền rút nó để chứng minh các ngân hàng đã không đánh cắp nó.
Mạo danh công chức gần đây đã trở thành một cách ăn cắp thông tin cá nhân để sử dụng trong hành vi trộm cắp gian lận danh tính.

### Lừa đảo và gian lận Internet
Lừa đảo hoạt động bằng cách gửi e-mail giả mạo, mạo nhận một ngân hàng trực tuyến, trang web đấu giá hoặc thanh toán; các e-mail này hướng người dùng đến một trang web giả mạo được thiết kế để trông giống như đăng nhập vào trang web hợp pháp nhưng tuyên bố rằng người sử dụng phải cập nhật thông tin cá nhân. Các thông tin như vậy bị đánh cắp sau đó được sử dụng trong các hành vi gian lận khác, chẳng hạn như hành vi trộm cắp danh tính hoặc gian lận đấu giá trực tuyến.
Một số chương trình "Con ngựa Troy" độc hại cũng đã được sử dụng để rình mò trên người sử dụng Internet trong khi trực tuyến, chụp tổ hợp phím hoặc dữ liệu bí mật để gửi cho các trang web bên ngoài.

### Rửa tiền
Thuật ngữ "rửa tiền" đã có từ thời Al Capone; Rửa tiền từ đó đã được sử dụng để mô tả bất kỳ ý đồ nào mà theo đó nguồn gốc thực sự của các khoản tiền là ẩn hoặc bị che giấu.
Rửa tiền là quá trình mà theo đó số tiền lớn bất hợp pháp (từ buôn bán ma túy, hoạt động khủng bố hoặc tội phạm nghiêm trọng khác) được cho xuất hiện có nguồn gốc từ một nguồn hợp pháp.

## Gian lận ngân hàng theo các quốc gia

### Gian lận ngân hàng tại Trung Quốc
Trung Quốc đã xử lý các quan chức ngân hàng đối với hoạt động gian lận; một số trường hợp gần đây (tháng 9 năm 2004) kết thúc bằng án tử hình bao gồm:
- Wang Liming liên kết tới người không đúng, cựu viên chức kế toán, Ngân hàng Xây dựng Trung Quốc, Hà Nam, với những người khác đã đánh cắp 20 triệu nhân dân tệ (2,4 triệu USD) từ ngân hàng bằng cách sử dụng giấy tờ giả mạo, bị tử hình.
- Miao Ping, đồng lõa trong trường hợp tương tự, bị tử hình.
- Wang Xiang liên kết tới người không đúng, cùng một ngân hàng trong một trường hợp không liên quan, cũng bị tử hình do lấy 20 triệu nhân dân tệ từ ngân hàng.
- Liang Shihan, Bank of China, Zhuhai, bị tử hình do giúp gian lận ngân hàng của mình lấy mất 10,3 triệu USD.

Ở Trung Quốc, trách nhiệm của người tiêu dùng đối với các chuyển tiền điện tử lừa đảo được bao phủ bởi một chỉ thị của Ủy ban điều tiết ngân hàng Trung Quốc, được gọi là Các biện pháp quản lý Ngân hàng điện tử. Chương 8 các giao dịch với trách nhiệm pháp lý. Điều 89 quy định rằng nếu các ngân hàng gây ra bất kỳ tổn thất tiền tệ đối với bất kỳ lý do "không thích hợp cho khách hàng, nó phải chịu trách nhiệm pháp lý cho phù hợp." Điều này khiến trách nhiệm của người tiêu dùng mở để giải thích Như vậy, các ngân hàng Trung Quốc có chính sách từ chối trả lại bất cứ nạn nhân lừa đảo[cần dẫn nguồn] trừ khi một vụ kiện được làm đầy. Nếu nạn nhân lừa đảo là thành công trong việc lấp đầy một vụ kiện, ngân hàng có thể giải quyết ngoài tòa án. Nếu một vụ kiện ra toà, sự thành công của các vụ kiện phụ thuộc phần lớn vào cách sắp xếp của tòa án địa phương trong câu hỏi. Một vụ kiện đã kết luận vào năm 2012 tại thành phố Ôn Lĩnh, tỉnh Jejiang làm tin tức bởi vì tòa án địa phương đã ra lệnh cho ngân hàng hoàn trả đầy đủ một người đàn ông là nạn nhân của thẻ trùng lặp.
 Tuy nhiên, mức độ của vấn đề nạn nhân lừa đảo chưa được đền bù là không rõ, như một kết quả của phương tiện truyền thông bị kiểm duyệt của Trung Quốc.

## Các vụ gian lận ngân hàng nổi tiếng
- Gone in 60 Seconds (bank fraud) – led by Ara Keshishyan in Citibank ATMs.